# R40
R40（アールよんじゅう）は、日本の音楽ユニット名。及び『40代周辺層が涙する曲を中心に様々なジャンルを歌い奏でる』というコンセプト。

## 来歴
カズンのヴォーカル古賀いずみとギタリスト佐藤誠によるユニット。ユニット名の「R」は、「Restricted」（限定）のほかに「Retun」（回帰）、「Reach」（到達）などといった様々な意味を含んでいる。
2007年7月、六本木のライブハウスから活動を開始。古賀自身が聴いて育った70年代、80年代の歌謡曲を中心に、40歳以上の世代に馴染みのある曲をカバー。都内を中心にライブを展開している。

## アルバム
- 君が眠ったあとに（2009年9月25日）／EP:CACE-2820
  1. I LOVE YOU
  2. 街の灯り
  3. 赤い風船
  4. たそがれマイ・ラブ
  5. ブルー
  6. かえりみち
  7. 悲しくてやりきれない
  8. 海が見える場所から
  9. 真夜中のドア
  10. ロビンソン
  11. 君が眠ったあとに
  12. 主人公